# Quercitrón

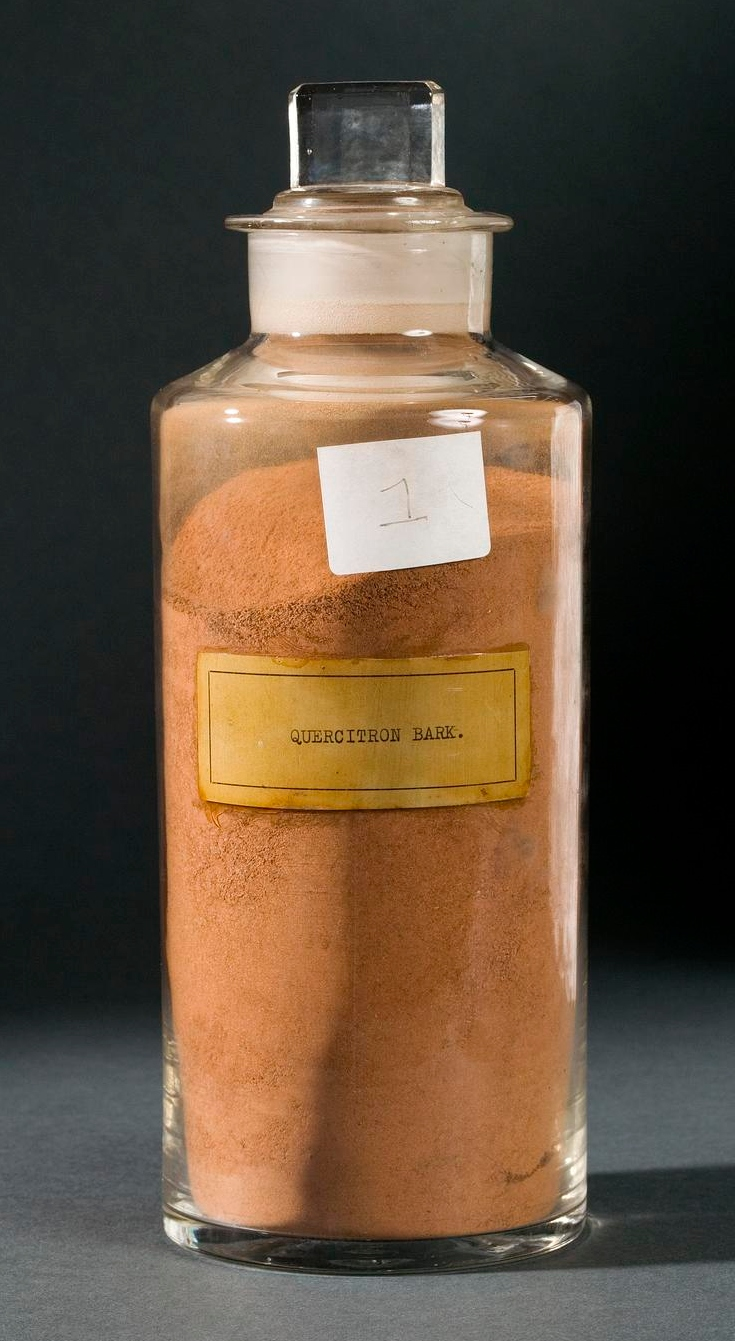
Polvo de corteza de Quercitrón (Quercus velutina)

Quercitrón es un colorante amarillo que se obtiene de la corteza del roble homónimo (Quercus velutina), un árbol originario de Norteamérica. 
El nombre es una forma abreviada de quercicitron, del latín de Quercus, roble, y limón,  y fue inventado por el Dr Edward Bancroft (1744-1821), que por ley del Parlamento En 1785 se concedió privilegios especiales en cuanto a la importación y el uso de la sustancia. La colorante es preparado por la corteza en la molienda de los molinos, después de haber sido liberado de su negro capa epidérmica, y el producto cribado para separar el fibroso tema, el fino polvo de color amarillo que sigue formando La quercitron de comercio. El naranja rojizo - decocción de quercitron contiene quercitannic ácido, de ahí su uso en curtido, y de un principio activo teñido, quercitrin, C  21  H  20  O  12 . Esta última sustancia es un glicósido, y, en solución acuosa bajo la influencia de ácidos minerales que los rendimientos quercetina, C  15  H  10  O  7 , que es precipitado, y el metil - pentosa ramnosa. Quercetina es un polvo cristalino de color amarillo limón brillante, totalmente insolubles en agua fría y la disolución sólo con moderación en agua caliente, pero muy solubles en alcohol. Por sí o en alguna forma de su glucósido quercitrin, quercetina se encuentra en varias sustancias vegetales, entre otros en cutch, en persa bayas ( Rhamnus cathartica ), trigo Hojas (Fagopyrum esculentum), Zante fustic madera (Rhus cotinus), y en rosa pétalo art Quercitron se presentó por primera vez como colorante amarillo en 1775, pero es utilizado principalmente en forma de flavina, que es el precipitado de una decocción hirviendo de quercitron y ácido sulfúrico. Químicamente, quercetina es miembro de una clase bastante amplia de colorante natural de los asuntos derivados de benzoílo fenil - pyrone o flavone, de la constitución que siguió en las investigaciones de St Von Kostanecki, A. G. Perkin, Herzig, Goldschmidt Y otros. Entre los relacionados, coloreando las cuestiones son las siguientes: chrysin de álamo yema s, apigenin de perejil, luteolin de mignonette y dyer ' S escoba, fisetin de los jóvenes y fustic amarillo ciprés, galangin de galangal root, y myricetin deNageia nagi.